# Quận Randolph, Indiana
Quận Randolph là một quận thuộc tiểu bang Indiana, Hoa Kỳ.
Quận này được đặt tên theo. Theo điều tra dân số của Cục điều tra dân số Hoa Kỳ năm 2000, quận có dân số người. Quận lỵ đóng ở Winchester.6

## Địa lý
Theo Cục điều tra dân số Hoa Kỳ, quận có diện tích 1174 km2, trong đó có 1 km2 là diện tích mặt nước.

### Quận giáp ranh
- Quận Jay (bắc)
- Darke, Quận Ohio (đông)
- Quận Wayne (nam)
- Quận Henry (tây nam)
- Quận Delaware (tây)

## Thông tin nhân khẩu
Theo điều tra dân số 2 năm 2000, đã có 27.401 người, 10.937 hộ gia đình, và 7.798 gia đình sống trong quận hạt. Mật độ dân số là 60 người trên một dặm vuông (23/km ²). Có 11.775 đơn vị nhà ở với mật độ trung bình là 26 trên một dặm vuông (10/km ²). Cơ cấu điểm chủng tộc của dân cư quận gồm có 98,06% người da trắng, 0,26% da đen hay Mỹ gốc Phi, 0,18% người Mỹ bản xứ, 0,15% châu Á, Thái Bình Dương 0,03%, 0,59% từ các chủng tộc khác, và 0,73% từ hai hoặc nhiều chủng tộc. 1,22% dân số là người Hispanic hay Latino thuộc một chủng tộc nào. 33,3% là gốc Mỹ, gốc Đức 25,6%, 11,5% gốc Anh và 9,2% gốc Ailen theo điều tra dân số năm 2000.
Có 10.937 hộ, trong đó 31,50% có trẻ em dưới 18 tuổi sống chung với họ, 58,90% là đôi vợ chồng sống với nhau, 8,70% có nữ hộ và không có chồng, và 28,70% là các gia đình không. 25,00% hộ gia đình đã được tạo ra từ các cá nhân và 11,90% có người sống một mình 65 tuổi hoặc lớn tuổi hơn là người. Cỡ hộ trung bình là 2,48 và cỡ gia đình trung bình là 2,95.
Trong quận, cơ cấu độ tuổi dân số được trải ra với 25,20% dưới độ tuổi 18, 7,90% 18-24, 27,30% 25-44, 23,80% từ 45 đến 64, và 15,80% từ 65 tuổi trở lên người. Độ tuổi trung bình là 38 năm. Đối với mỗi 100 nữ có 96,20 nam giới. Đối với mỗi 100 nữ 18 tuổi trở lên, đã có 92,80 nam giới.
Thu nhập trung bình cho một hộ gia đình trong quận đạt 34.544 USD, và thu nhập trung bình cho một gia đình là 40.855 USD. Phái nam có thu nhập trung bình 30.951 so với 20.634 USD của phái nữ. Thu nhập bình quân đầu người là 16.954 USD. Có 8,30% gia đình và 11,10% dân số sống dưới mức nghèo khổ, bao gồm 15,70% những người dưới 18 tuổi và 8,30% của những người 65 tuổi hoặc hơn.